# François-Édouard Colbert de Maulévrier
François-Édouard Colbert, markiz de Maulévrier (ur. 1674, zm. 1706) – francuski arystokrata z potężnej wpływowej rodziny. Wojskowy.
Jego ojcem był Edouard Colbert, markiz de Maulévrier (1633-1693).
Dziś François-Édouard Colbert de Maulévrier znany jest przede wszystkim jako nieszczęśliwy adorator lekkomyślnej i kochliwej księżny burgundzkiej Marii Adelajdy wnuczki Ludwika XIV i matki późniejszego króla Francji Ludwika XV, która z kolei darzyła sympatią Louisa Armanda de Brichanteau, markiza de Nangis.
Nangis znalazł się (w 1703 roku) w bardzo niezręcznej sytuacji, zwłaszcza, że de Maulévrier, który choć sam żonaty (jego teściem był marszałek René de Froulay de Tessé) był tak zazdrosny o towarzystwo księcia, że chciał zgubić Nangisa ujawniając słabość księżnej i szantażując ją. Zarówno dla niego, jak i dla księżnej mogło się to źle skończyć. Na prośbę marszałka Tessé, królewski lekarz Guy-Crescent Fagon wmówił wszystkim, że Maulévrier potrzebuje kuracji klimatycznej we Włoszech. Teść wziął go w końcu do Hiszpanii ratując Nangisa i przerażoną księżnę.
Po powrocie do Francji de Maulévrier popełnił samobójstwo z miłości do księżnej.